# Creux-du-Van
Pour les articles homonymes, voir Creux.
Le Creux-du-Van (ou Creux du Van) est un cirque rocheux d'environ 1 400 mètres de large pour 200 mètres de hauteur. Il se situe sur le territoire de la localité de Gorgier, dans la commune de La Grande Béroche, dans la région Littoral, dans le canton de Neuchâtel, en Suisse. Faisant partie du massif du Jura, il constitue un site environnemental très connu dans les environs. Il est au cœur d'une réserve naturelle de 15,5 km2. Une partie du haut de la paroi rocheuse marque la limite avec le canton de Vaud.

## Toponymie
Creux-du-Van est un oronyme dont le second élément -Van semble s'expliquer par un terme dialectal du franco-provençal van qui veut dire « rocher »,.
Le premier élément Creux- fait référence au cirque, d'où le sens global possible de « cirque entouré de rochers [à pic] ».
Jusqu'en 1884, le toponyme était orthographié Creux du Vent sur les cartes officielles suisses.

## Géologie

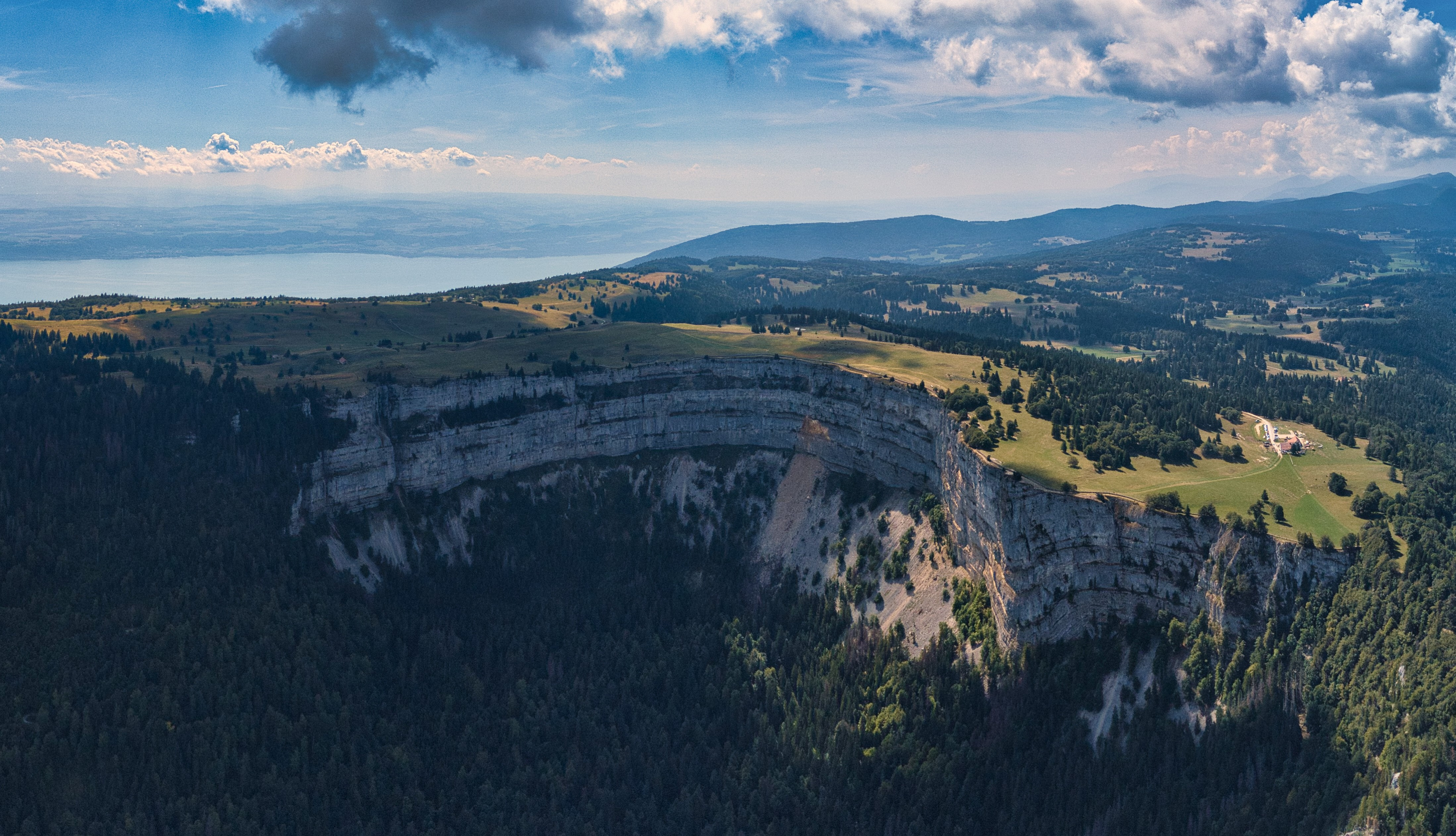
Vue aérienne du Creux-du-Van.

### Formation
La formation du Creux-du-Van est liée à celle de la combe d'érosion à laquelle il appartient. L'origine de cette combe est due en partie à l'érosion progressive de la charnière fracturée de l'anticlinal du Soliat, où est située la combe, depuis le plissement de la Haute-Chaîne du Jura. L'érosion due au ruissellement a commencé à fracturer les roches par dissolution des calcaires, avant l'arrivée des glaciers quaternaires. Au cours de la dernière glaciation, l'extrémité de la combe recelait un petit glacier comparable aux glaciers actuels des sommets des Alpes. L'action mécanique du glacier – alternance gel-dégel – a favorisé une intense érosion et la formation du cirque actuel. Les débris calcaires furent évacués vers l'aval par le flux des glaces et ont formé la moraine qui s'étale au pied du cirque et obstrue une partie de la vallée de l'Areuse, provoquant le colmatage lacustre du Val-de-Travers et la formation des gorges de l'Areuse.

### Structure géologique
Le Creux-du-Van est la terminaison de la combe axiale d'un anticlinal érodé. La paroi rocheuse en hémicycle est composée de calcaires du Kimméridgien sur une hauteur de près de 150 m. La base de la paroi est constituée de marno-calcaires du Séquanien, surmontant une épaisse série marneuse de l'Argovien recouverte par les éboulis tapissant le versant au pied de la paroi rocheuse. Le Creux-du-Van est une terminaison en boutonnière de la combe d'érosion qui continue vers le nord-est du cirque. L'anticlinal du Soliat, auquel appartient le Creux-du-Van, est relativement symétrique et coffré, au sud-ouest du cirque, en se déversant progressivement vers le nord sur le synclinal du Val-de-Travers où ruisselle l'Areuse. Au niveau du cirque, le sommet de l'anticlinal est affecté par un repli synclinal et la fermeture de l'angle de la charnière a favorisé la fracturation des calcaires du Malm et leur érosion qui a créé le cirque du Creux-du-Van.

## Histoire
Une hache datant de l'âge du bronze a été découverte au Creux du Van.
En 1870, Louis Guillaume (médecin et membre fondateur du Club jurassien et de la société d'histoire (1833-1924) achète une partie du fond du Creux-du-Van pour en faire une réserve naturelle. En 1876, les membres du Club jurassien acquièrent près de 25 hectares de plus. Ils souhaitent en faire un territoire réservé à la nature sauvage jurassienne.
En 1972, la réserve est agrandie et s'étend sur 15,5 km2. Elle inclut la montagne de Boudry et les gorges de l'Areuse jusqu'à la route cantonale Brot-Dessous - Fretereules.

## Faune
Un des attraits du Creux-du-Van est la présence de bouquetins, introduits par l'homme en 1965, peu farouches et facilement approchables. La réserve du Creux-du-Van constitue également le biotope de nombreuses autres espèces. Les chamois et les chevreuils y sont particulièrement prospères, et plusieurs hardes de sangliers y séjournent durant les mois d'hiver. Le blaireau, le lynx, le tichodrome échelette et le grand tétras y sont également observés, de même que l'aigle royal qui vient airer aux flancs abrupts de la falaise.
Le dernier ours est tué dans la région en 1770.

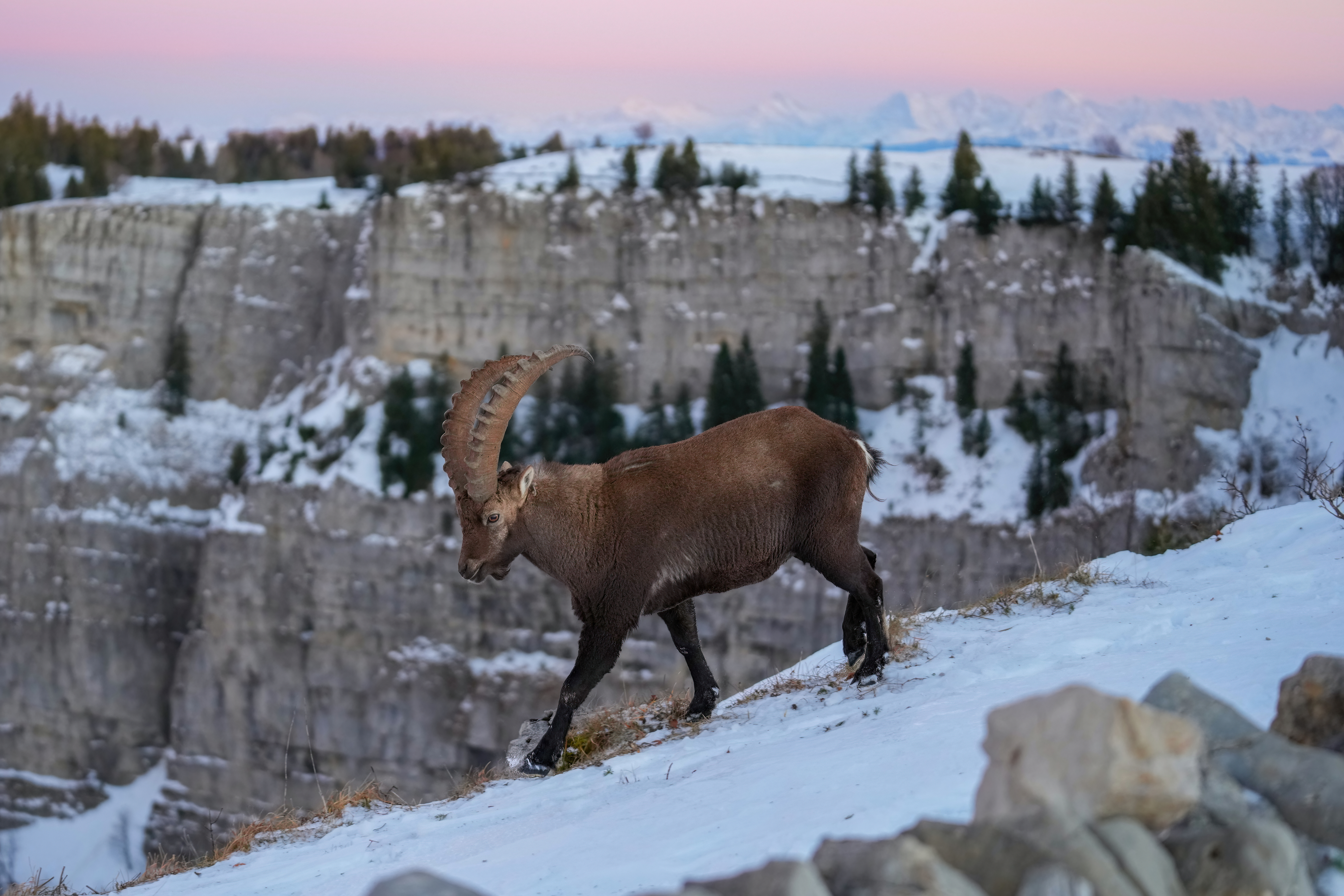
Bouquetin mâle au Creux-du-Van.
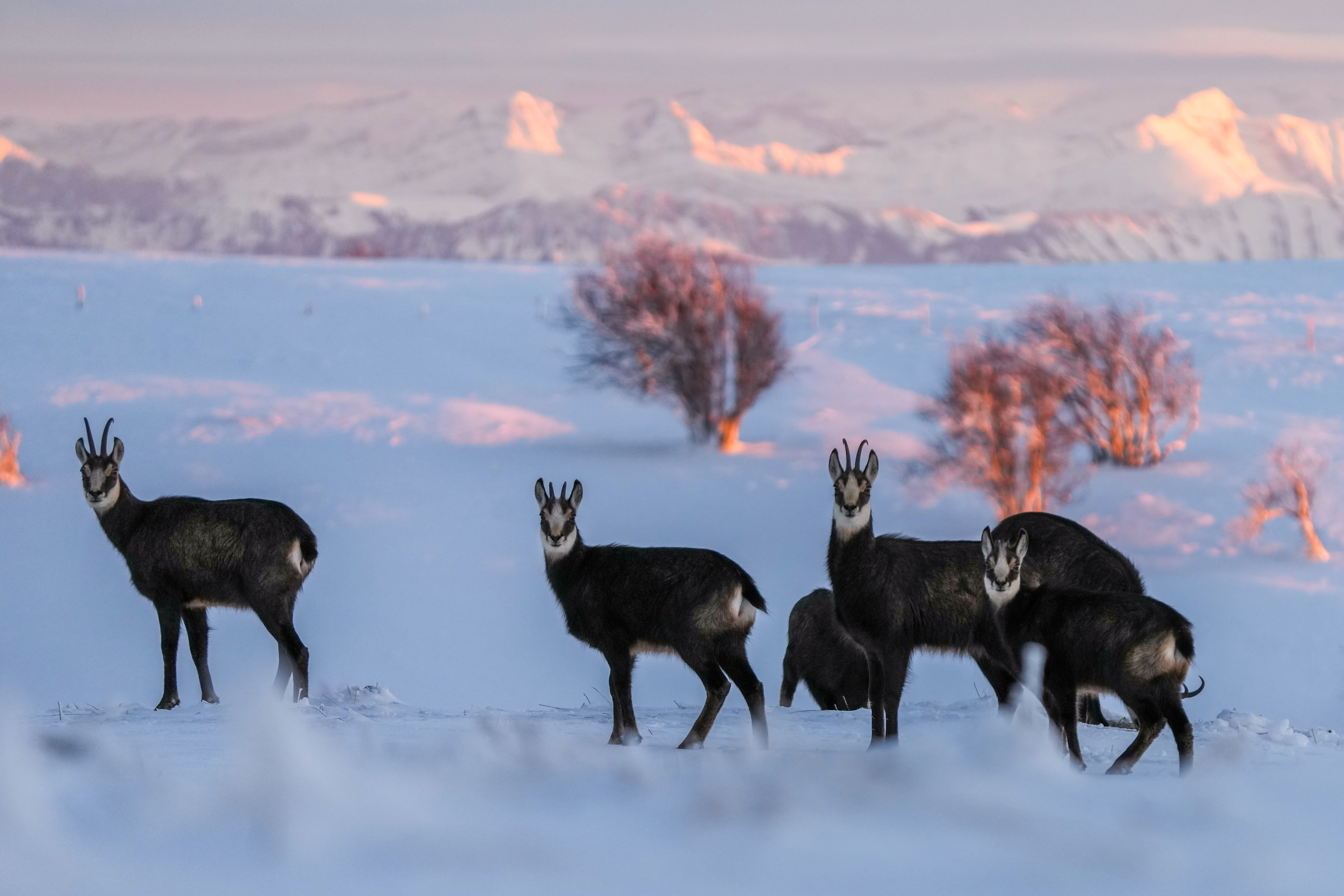
Groupe de chamois au Creux-du-Van.

## Activité
La randonnée pédestre y est pratiquée. L'afflux trop important de randonneurs, de vététistes et de visiteurs venant en voiture et ensuite à pied depuis le parking de la ferme du Solliat dans la réserve naturelle engendre des problèmes de cohabitation entre les différents utilisateurs du site et des nuisances importantes affectant l'environnement, notamment des fleurs piétinées et des animaux dérangés. En conséquence Tourisme neuchâtelois et l'Aide suisse aux montagnards ont mené différentes actions, notamment la création d'un sentier sécurisé menant du parking de Soliat au sommet de la paroi rocheuse.

### Accès
L'accès au sommet du Creux-du-Van peut se faire à pied pour les plus intrépides, ou en voiture pour les moins sportifs. Jusqu'au début des années 2000, les transports publics (CarPostal) desservaient le week-end le lieu-dit La Ferme Robert, au pied du cirque. Cette ligne a été abandonnée.

#### À pied
- Le sentier des quatorze contours est un itinéraire célèbre, à partir de la gare de Noiraigue (Val-de-Travers).
- Le sentier du Single permet lui de gravir le cirque depuis le fond, à partir du restaurant de La Ferme Robert.
- D'autres sentiers, non balisés, permettent par exemple de rejoindre le sommet du cirque via la crête du Dos d'Ane, ou encore depuis Fontaine Froide par le Pertuis de Bise, une brèche dans la paroi rocheuse.

#### En voiture
Il est possible de garer sa voiture à la ferme restaurant du Soliat, à cinq minutes du sommet du cirque. On y accède depuis Saint-Aubin-Sauges, village du littoral neuchâtelois, puis Provence (Vaud) ou depuis Couvet dans le Val-de-Travers. Un juste compromis entre la marche et la voiture consiste à se garer dans le premier parking en quittant la route allant de Couvet à St-Aubin en direction du Creux-du-Van. Quelques sentiers pédestres balisés, via le restaurant d'alpage Les Petites Fauconnières ou en longeant la chemin blanc sont à disposition.

## Galerie d'images

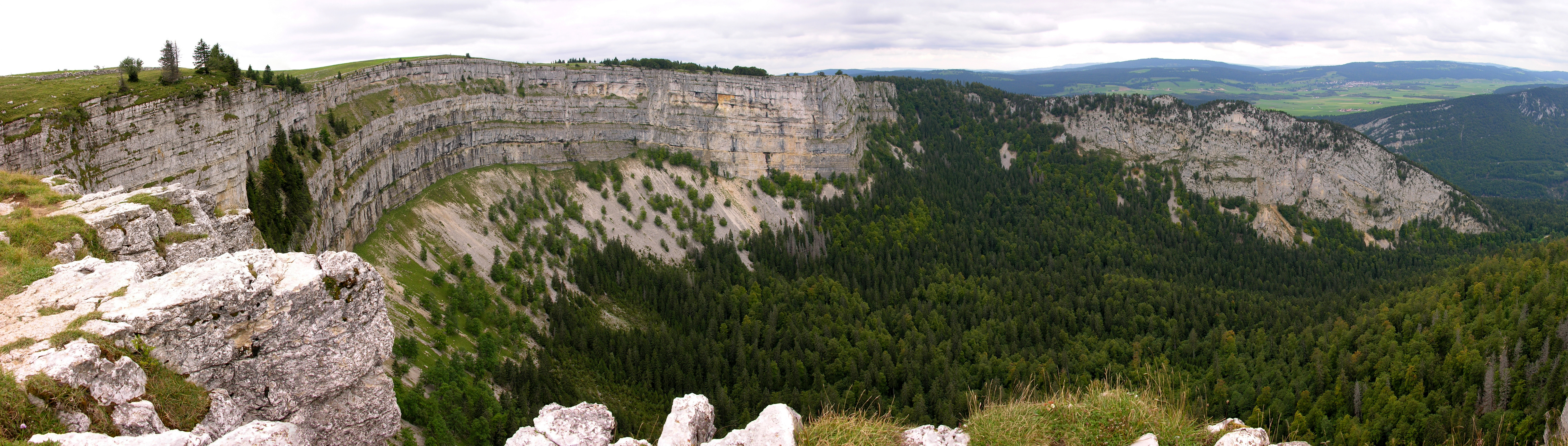
Panorama sur le cirque du Creux-du-Van

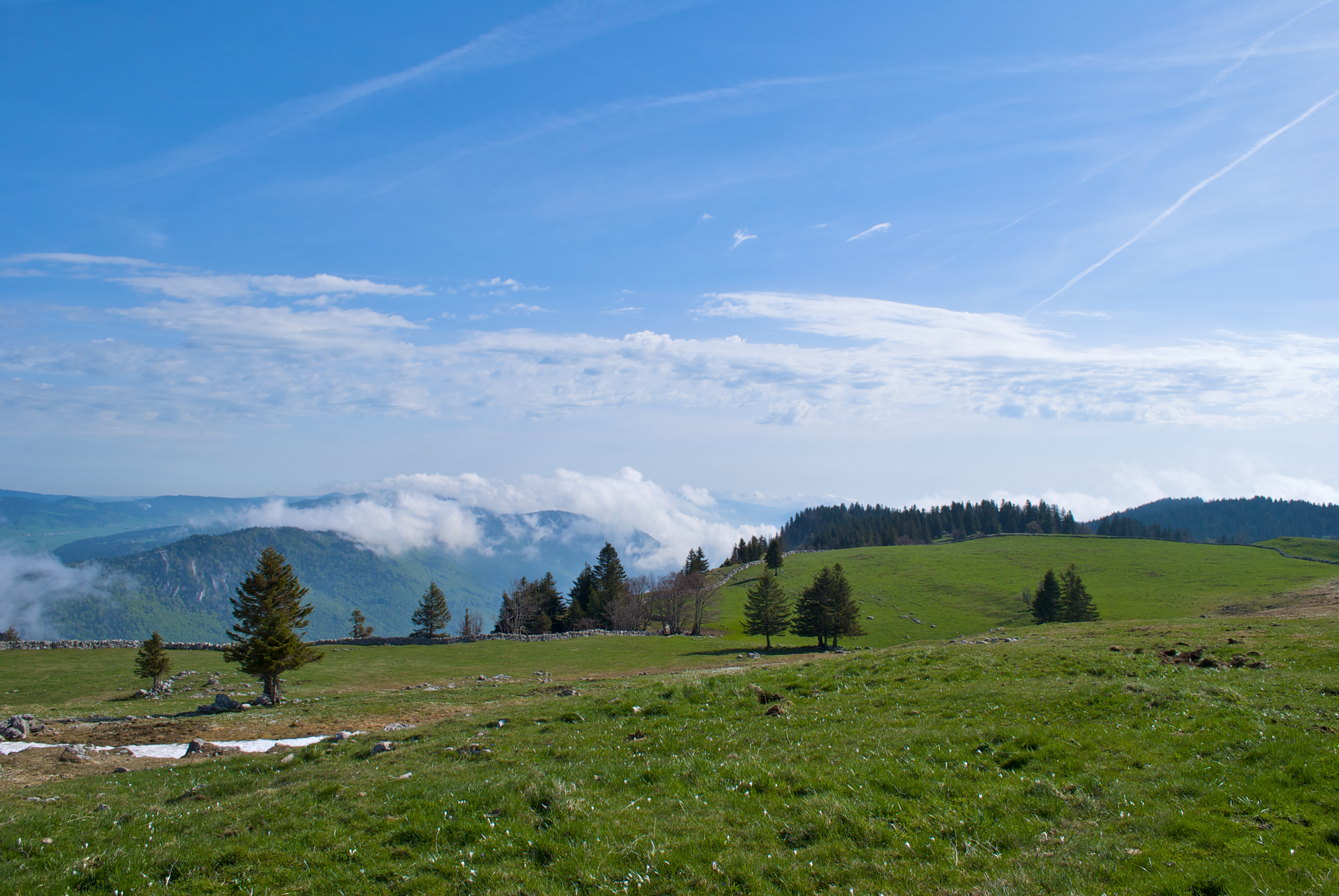
Paysage printanier sur le Creux-du-Van
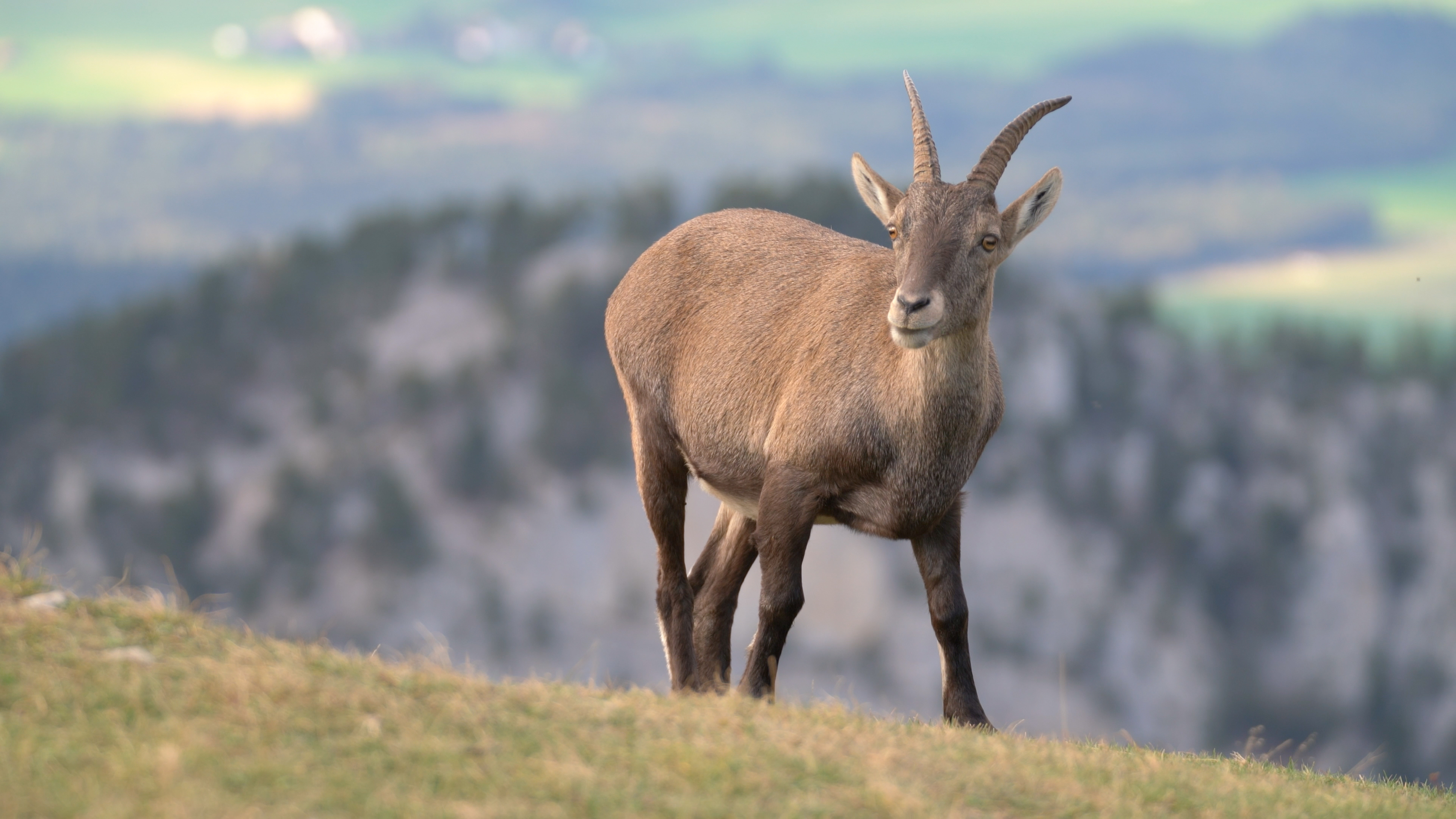
Bouquetin au bord du cirque
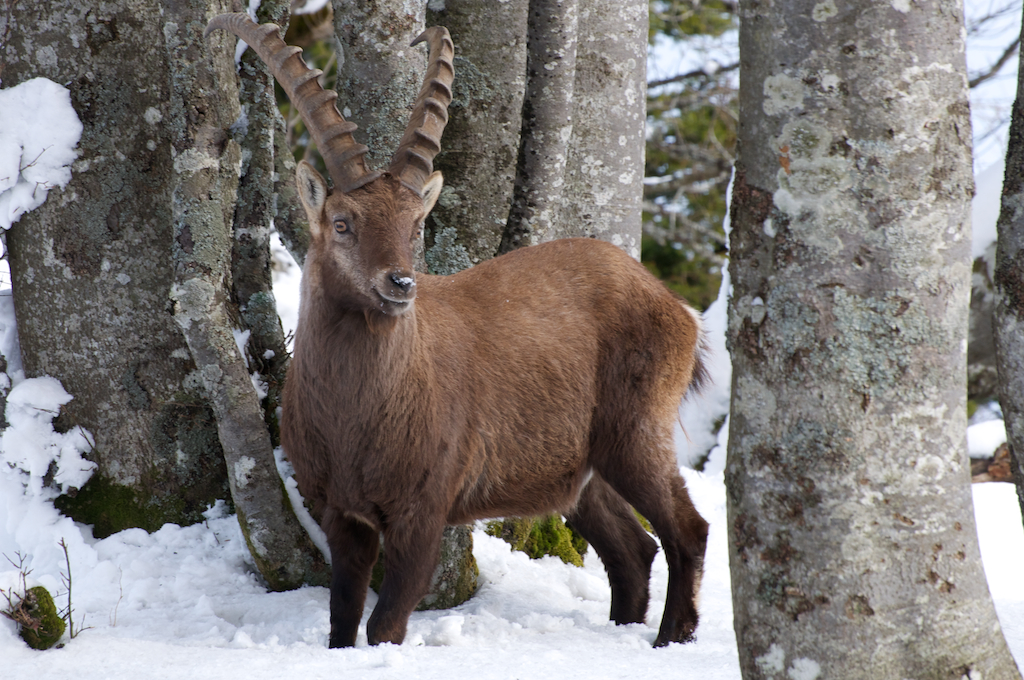
Bouquetin dans la région du Creux-du-Van
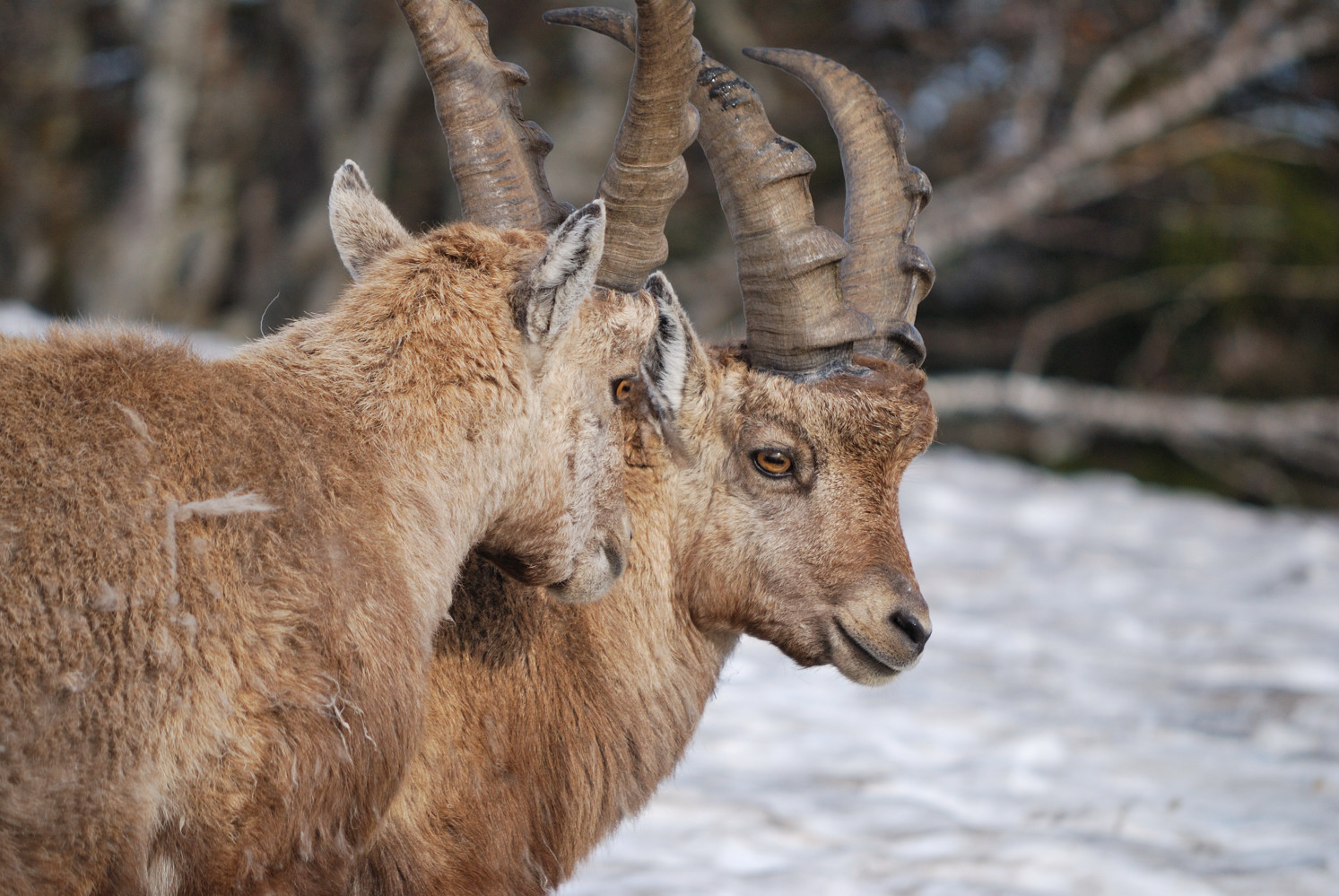
D'autres bouquetins
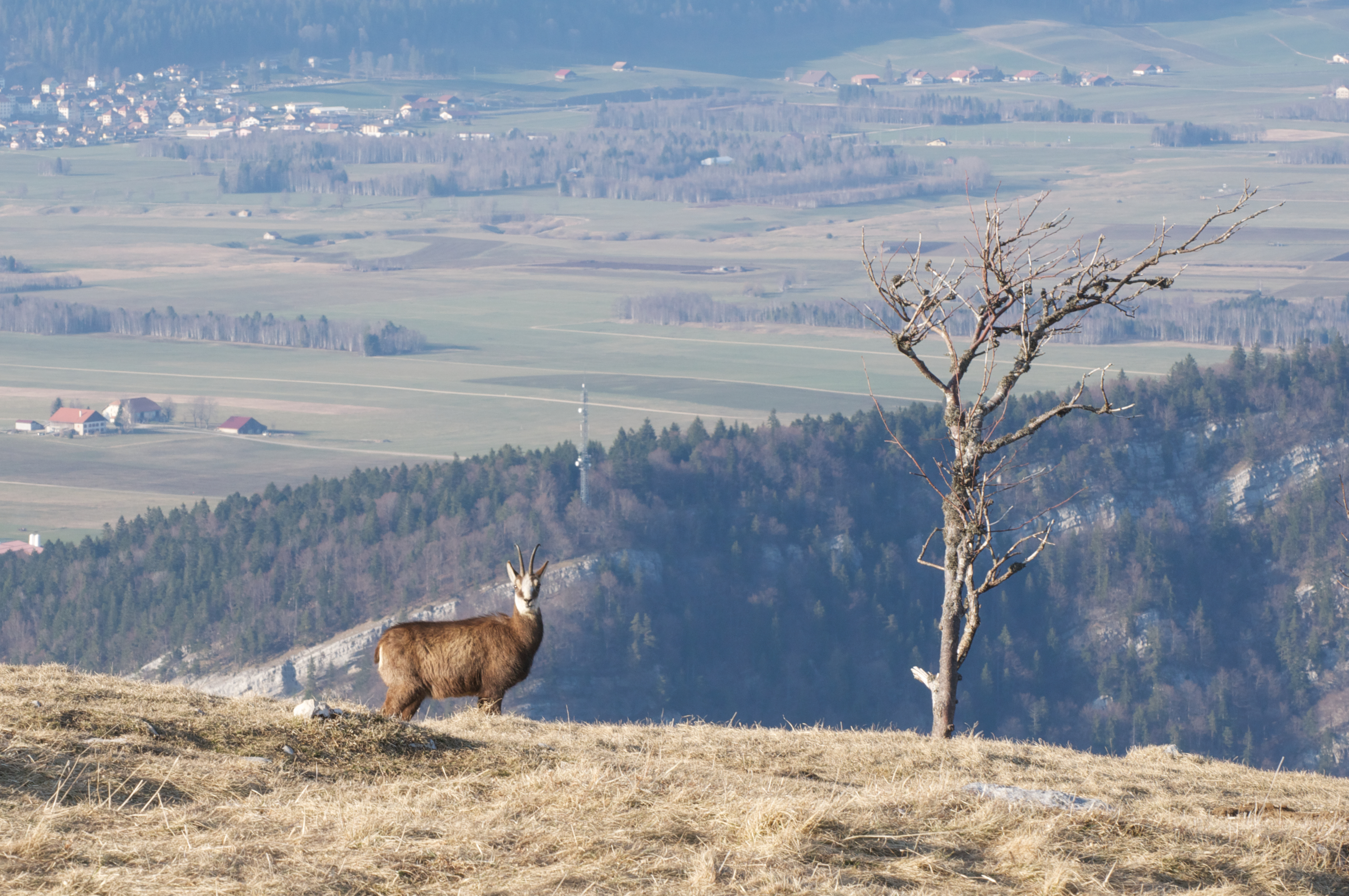
Chamois au bord du cirque
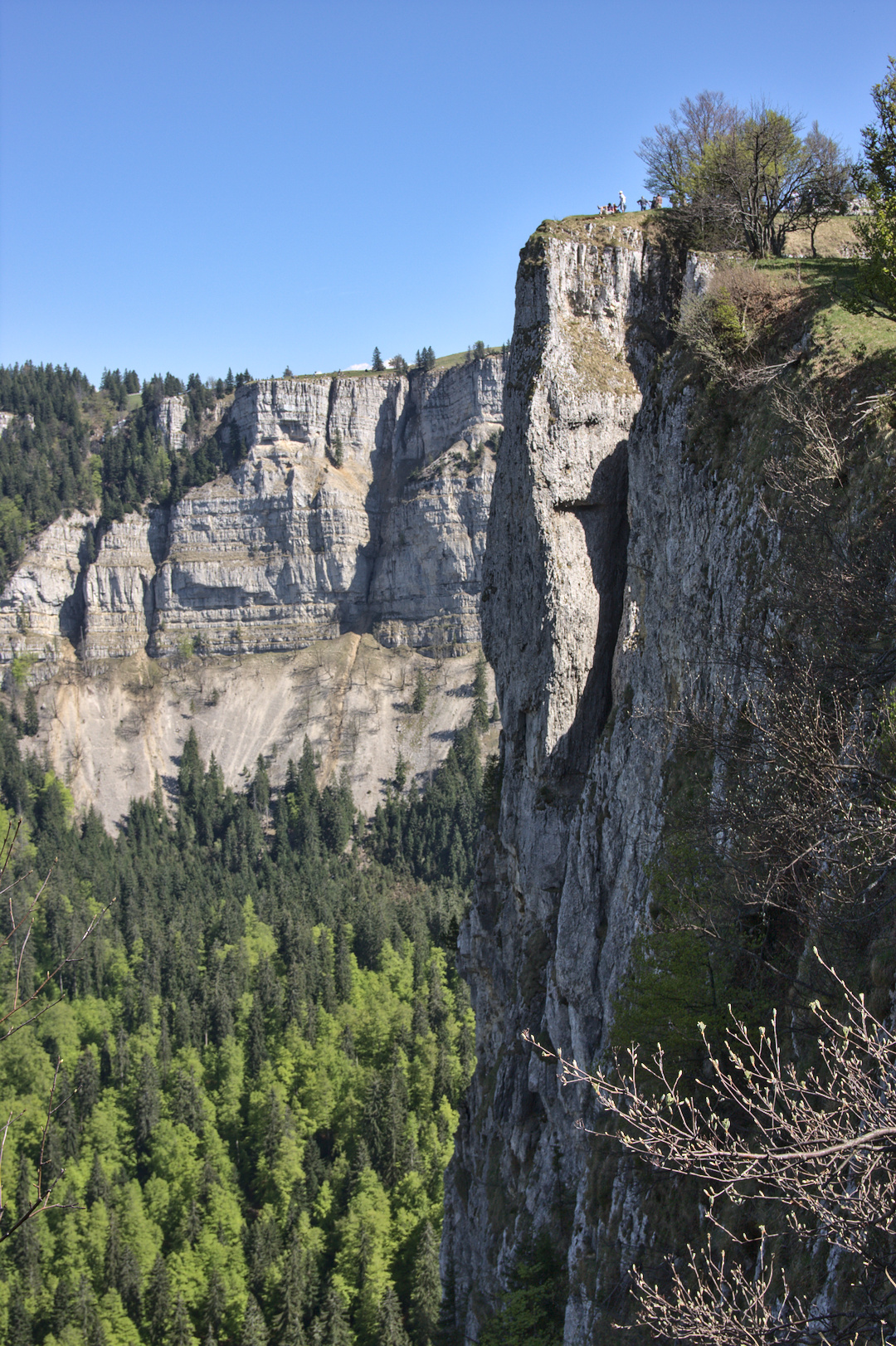
Vue de la falaise.
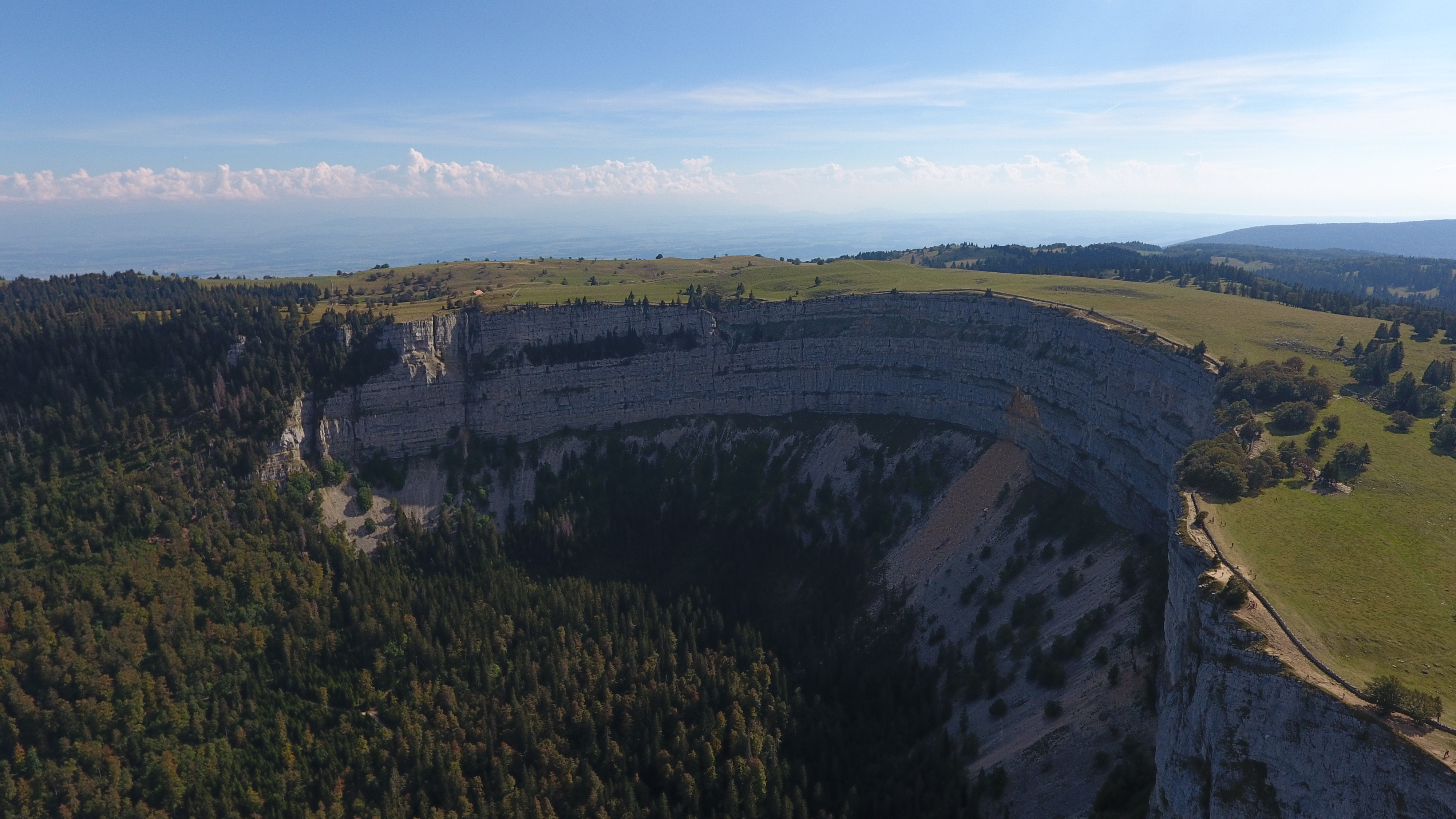
Vue aérienne, septembre 2020
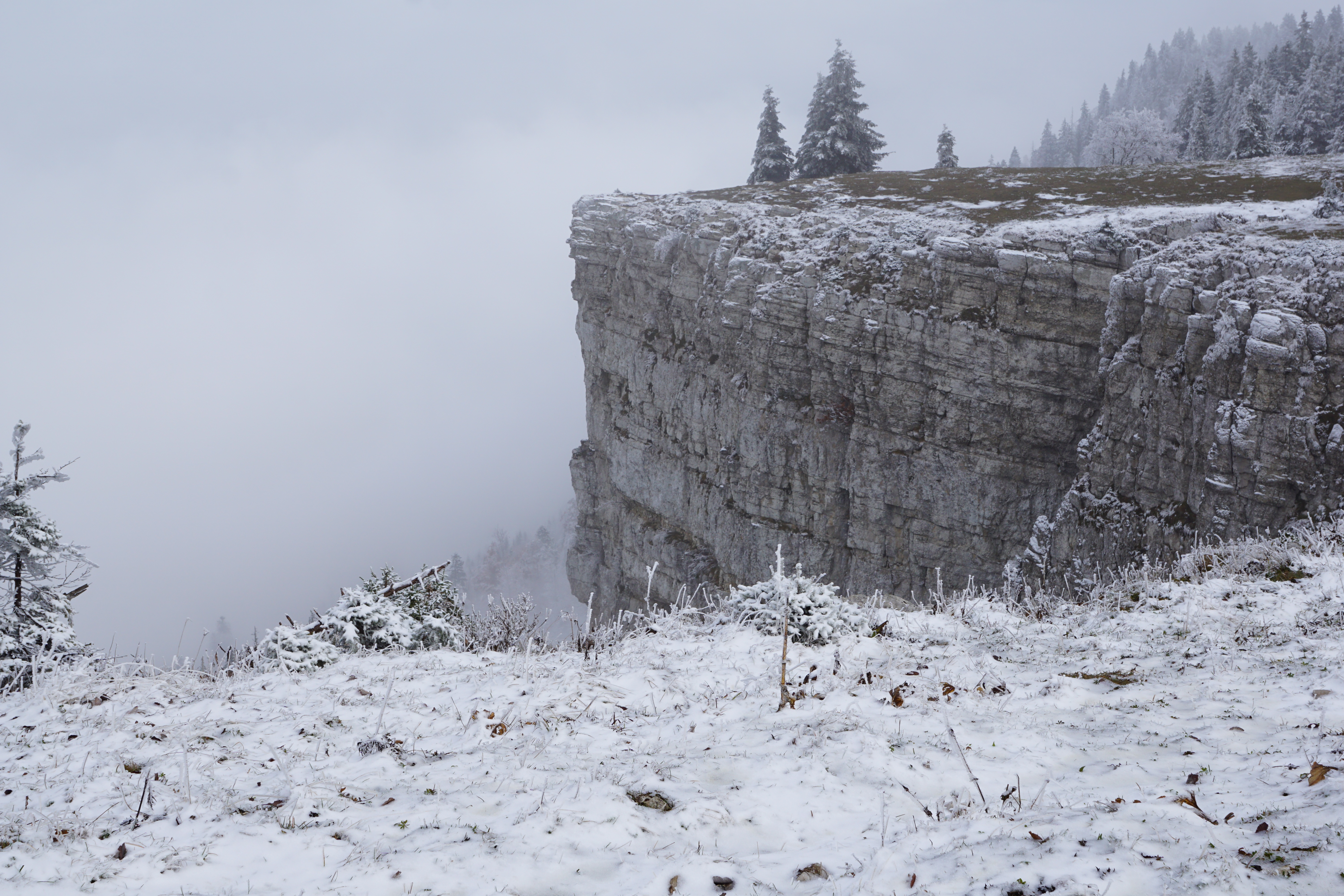
Octobre 2015
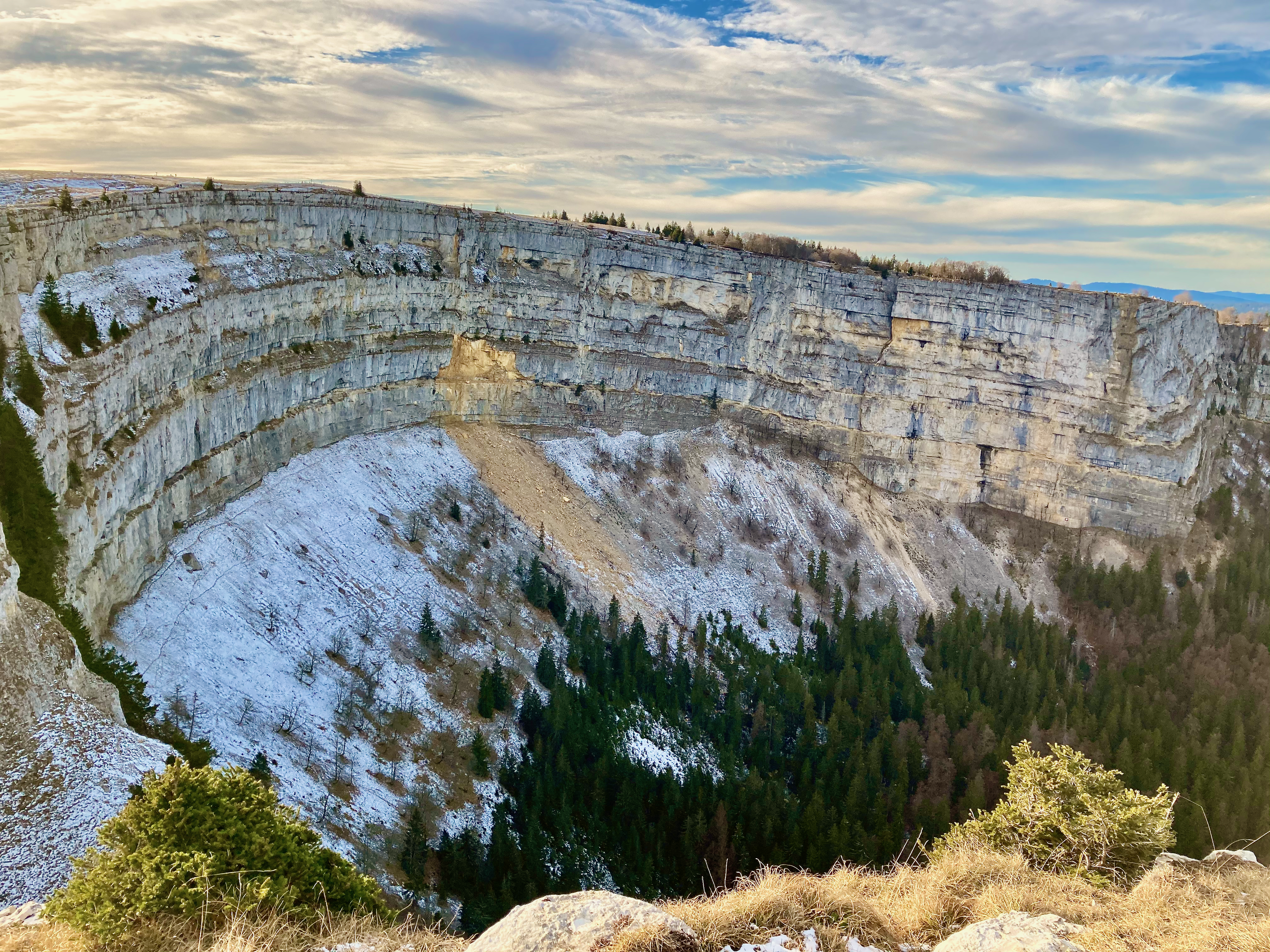
En novembre 2020
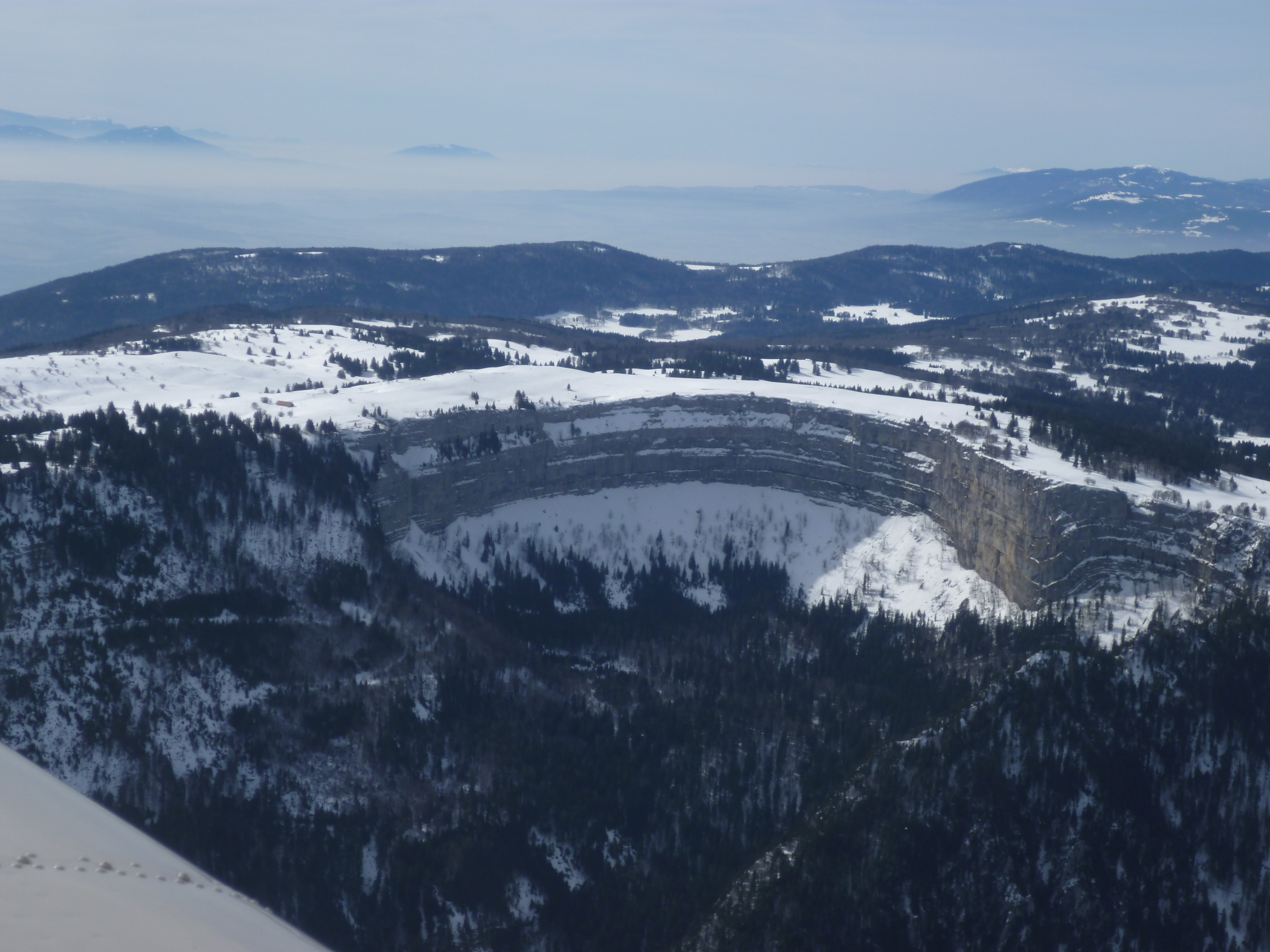
Vue générale, mars 2015

## Faits divers
Le 7 juillet 1940, le sapeur Jean Pilloud décède accidentellement en tombant en bas de la paroi rocheuse.
Le 30 décembre 2003, le corps d'un jeune homme est retrouvé en bas de la paroi rocheuse.
Le 14 août 2015, le cadavre d'un homme et de ses deux enfants sont retrouvés en bas de la paroi rocheuse. À deux cents mètres est retrouvé le cadavre d'une femme,.
L'action principale de la deuxième saison de la série policière suisse L'Heure du secret se tient au Creux-du-Van.
Le 7 septembre 2017 est émis en Suisse un timbre postal à l'effigie du Creux-du-Van.
Le 1er juin 2019, un homme de 35 ans y fait une chute mortelle en voulant prendre une photo avec son smartphone.
Le 23 juillet 2022, une mère de famille de 37 ans est retrouvée sans vie au pied de la falaise avec ses deux jeunes garçons. Les cadavres ont été retrouvés en bas de la paroi rocheuse le lendemain.